# 賀戸一郎
賀戸 一郎（かど いちろう、1947年 - ）は、日本の社会学者。西南学院大学教授。社会福祉学を研究分野とする。

## 略歴
1947年、島根県に生まれる。
同志社大学大学院文学研究科社会福祉学専攻修士課程修了後、キリスト教保育専門学院（現・キリスト教社会福祉専門学校）、香川短期大学勤務、近畿大学九州短期大学助教授、広島国際大学助教授を経て、平成14年西南学院大学教授。高齢者福祉を考える筑豊の住民団体「いいづか未来工房」の座長も務める。老人福祉に対しては「人は人に必要とされる時に輝く。共生を受け入れる社会の実現には、競争社会の発想にとらわれない教育が必要だ」と訴えている。

## 著作
「宅老所『よりあい』の挑戦」「入門社会福祉」、共編著に「高齢者福祉を学ぶ」などがある